# 1813 en architecture
| Années de l'architecture : 1810 - 1811 - 1812 - 1813 - 1814 - 1815 - 1816    |
| Décennies de l'architecture : 1780 - 1790 - 1800 - 1810 - 1820 - 1830 - 1840 |

Cet article présente les faits marquants de l'année 1813 en architecture.

## Récompenses
- Prix de Rome : Auguste Caristie.

## Naissances
- 26 mai : Léon Ohnet († 30 juin 1874).

## Décès
- 6 juin : Alexandre-Théodore Brongniart (° 15 février 1739).
- 4 septembre : James Wyatt, architecte anglais († 3 août 1746).
- Michael Searles (° 1750).